# Condado de Hancock (Maine)
O Condado de Hancock é um dos 16 condados do Estado americano do Maine. A sede do condado é Ellsworth, e sua maior cidade é Ellsworth. O condado possui uma área de 6 089 km² (dos quais 1 977 km² estão cobertos por água), uma população de 51 791 habitantes, e uma densidade populacional de 13 hab/km² (segundo o censo nacional de 2000). O condado foi fundado em 1789.